# Complemento directo en español
El complemento directo en español (CD) es un tipo de constituyente sintáctico requerido por los verbos transitivos.

## Introducción
Generalmente no lleva preposición para objetos inanimados, pero cuando se refiere a personas o seres animados se construye generalmente con la preposición «a»:
Esperamos a tu hermano.
Mimamos a nuestro gato.
El complemento directo en español siempre se puede sustituir por lo, la, los, las:
He visto la película.
La he visto.
Es posible la duplicación pronominal del complemento directo, especialmente común en el español rioplatense:
La vi a mi amiga.
En casos de duplicación el pronombre debe concordar en género y número con el complemento directo duplicado:
Las vi a mis amigas.
Si el complemento recibe un modificador como el predicativo objetivo también concuerda en género y número con él. 
Leí libros en mi cuarto, demasiado extensos.
Al transformar la oración activa en pasiva, el complemento directo se convierte en el sujeto paciente:
- (voz activa) El golpe destrozó el jarrón.
- (voz pasiva) El jarrón fue destrozado por el golpe. (Sujeto paciente).
- (voz media) El jarrón se destrozó con el golpe. (Sujeto paciente).

Para pasar la oración activa a pasiva, hay que cambiar los constituyentes de las funciones sintácticas: el complemento directo de la oración en voz activa, pasa a ser el sujeto de la oración en voz pasiva, mientras que el sujeto de la oración activa, pasa a ser el complemento agente de la oración en voz pasiva. Ejemplo:
- María compra [unas] flores.
- [Unas] Flores son compradas por María.

En los verbos en los que aparece un complemento indirecto normalmente hay también un complemento directo, aunque este puede estar omitido o sobreentendido. Hay excepciones, como los verbos de tipo gustar o doler, que solo tienen complemento indirecto; entre estos tenemos los siguientes (al menos para algunos de sus significados):
- admirar, (des)agradar, alegrar, constar, (dis)gustar, doler, encantar, importar, molestar, preocupar ...
- arder, doler, picar ...
- Atañer, bastar, caber, competer, convenir, (cor)responder, pertenecer, servir, suceder, tocar.[3]

### Unidades que pueden funcionar como complemento directo
Pueden funcionar como complemento directo unidades de carácter nominal: sustantivos, pronombres en caso acusativo, sintagmas nominales, oraciones subordinadas sustantivas y estructuras coordinadas cuyos miembros sean alguna de las unidades anteriores.
- El Senado envió tropas al César. (Sustantivo)
- El Senado las envió. (Pronombre en caso acusativo)
- El Senado envió una legión al César. (Sintagma nominal)
- El Senado proclamó que Roma no aceptaría las demandas del César. (Oración subordinada sustantiva)
- El Senado envió tropas y oro al César. (estructura coordinada)

También pueden funcionar como complemento directo sintagmas preposicionales encabezados por "a" si este se refiere a personas, animales u objetos animados y además esa oración carece de complemento indirecto. 
- Antonio besó a Cleopatra. (Persona)
- Antonio llamó a su perro. (Animal)
- Antonio traicionó a Roma. (Objeto animado)
- Antonio envió un legado a Cleopatra. (En este caso "un legado" aunque es una persona no lleva preposición para evitar la confusión con el complemento indirecto)
- Antonio envió a Cleopatra un esclavo (Aún invirtiendo el orden de los complementos, su función sintáctica sigue siendo evidente gracias al valor distintivo de la preposición)

### Comportamiento del complemento directo

#### La reduplicación del complemento directo
Siempre que un complemento directo se haya tematizado la oración requiere de la reduplicación del complemento en forma pronominal. 
- Apolo maldijo a los griegos con una plaga. (El complemento directo se encuentra en su posición habitual después del verbo)
- A los griegos los maldijo Apolo con una plaga. (El complemento directo se encuentra tematizado por ocupar la primera posición de la oración).

#### La concordancia del complemento directo con otras unidades

##### Complementos directos reduplicados
La forma plena y la forma pronominal de un complemento directo reduplicado deben concordar en género y número.
- A las tropas las dirige César.

##### Concordancia con el predicativo
El predicativo debe concordar en género y número con un complemento directo correferente.
- César envió bien entrenadas a las tropas al combate.

### Transformaciones del complemento directo

#### Lanominalizacióndel complemento directo
Ciertas oraciones transitivas pueden ser nominalizadas, en cuyo caso el complemento directo pasa a desempeñar la función de un complemento nominal encabezado por la preposición "de". Es el conocido como genitivo objetivo.
- Catón expuso brillantemente su discurso ante el Senado.
- La exposición de su discurso ante el Senado fue brillante. (El antiguo complemento verbal es ahora un complemento nominal)

#### El complemento directo y lavoz pasiva
Un complemento directo en voz activa se transforma en sujeto después de operar en la oración un cambio de diátesis. Esta transformación sólo puede ocurrir si el complemento directo desempeña su función típica de paciente o experimentador. 
- Nerón incendió Roma. (Voz activa)
- Roma fue incendiada por Nerón. (Voz pasiva)

Esta transformación no es posible cuando el complemento directo desempeña un papel semántico distinto.
- Nerón pasó la tarde recitando un poema. (Voz activa)
- La tarde fue pasada por Nerón recitando un poema. (Caso agramatical que demuestra que la transformación de complemento directo en sujeto no es posible para el papel semántico "tiempo").

### Detección del complemento directo

#### Sustitución por el clítico de acusativo
La forma más habitual de reconocer un complemento directo es sustituirlo por los pronombres personales de acusativo "lo", "la", "los" y "las". 
- Aristóteles instruyó a Alejandro.
- Aristóteles lo instruyó.

El pronombre "lo" (sólo en su forma masculina y singular) puede también sustituir a un atributo y no sólo a un complemento directo. Por lo tanto, antes de la sustitución se debe reparar en si la oración es predicativa o atributiva.
- Roma es valiente.
- Roma lo es.

#### Transformación en voz pasiva
En la variante dialectal en la que está presente el leísmo al hablante puede resultarle más natural la sustitución del complemento directo por un pronombre de dativo antes que de acusativo. En este caso tal hablante puede acudir a la transformación de la oración en voz pasiva y comprobar si el objeto directo se ha transformado en sujeto paciente. 
- Rómulo asesinó a Remo > "Rómulo lo asesinó" o "Rómulo le asesinó" (Ante la disyuntiva conviene transformar la oración inicial en voz pasiva)
- Remo fue asesinado por Rómulo.

#### La pregunta "¿Qué?"
El método tan difundido por la escuela tradicional de preguntarle al verbo "¿Qué?" resulta desaconsejable. "¿Qué?" es una pregunta cuya respuesta puede ser bien un sujeto, bien un complemento directo inanimado. Tampoco se le puede preguntar nada a una oración interrogativa si lo que se espera es una respuesta.
- La nave surca el mar > ¿Qué surca? > "La nave" (En este caso la respuesta no sirve para identificar el complemento directo sino el sujeto)
- ¿Qué pueblos sometió César? > ¿Qué sometió? > ...

### Variantes dialectales y uso normativo
En ciertas zonas de España, como Madrid, es frecuente el leísmo de persona, que consiste en sustituir la forma del pronombre de tercera persona para el complemento directo lo o la por la forma del pronombre de tercera persona para el complemento directo le, al contrario que lo que es habitual en Hispanoamérica. En parte de España, pues, es corriente oír «Pedro le mató» o «Pedro lo mató» indistintamente, donde le o lo funcionan como complementos directos. La Real Academia Española admite esta construcción.

## Abreviatura
- SN sintagma nominal,
- SD sintagma determinante,
- SV sintagma verbal,
- N nombre, adjetivo o pronombre,
- V verbo,
- P preposición,
- C complemento sintáctico (complemento),
- CD complemento directo
- CI complemento indirecto
- CP construcción preposicional
- D determinante